# Mesochorus melinus
Mesochorus melinus là một loài tò vò trong họ Ichneumonidae.